# Hemibrycon santamartae
Hemibrycon santamartae är en fiskart som beskrevs av Román-valencia, Ruiz-c., García-alzate och Donald C.Taphorn 2010. Hemibrycon santamartae ingår i släktet Hemibrycon och familjen Characidae. Inga underarter finns listade i Catalogue of Life.